# Lynds 1616
Lynds 1616 je vrlo mutna tamna maglica u zviježđu Orionu. Dijelom je objekta NGC 1788. Nalazi se u njegovom jugozapadnom dijelu. Najupadljiviji je dio prema jugu od središnjeg dijela objekta NGC 1788.

## Vanjske poveznice
- SEDS: NGC 1788